# Jelenie pliesko
Jelenie pliesko (polsky Jeleni Stawek) je drobné pliesko na Jelení louce Kačací doliny. Nachází se asi 200 metrů na severozápad od Zeleného plesa kačacího. Na turistických mapách ani na jiných není vyznačeno. Nevede k němu turistická cesta. Má rozlohu 0,0186 ha. Je 29 m dlouhá a 12 m široká. Nachází se v nadmořské výšce 1615 m.

## Historie
Nedaleko plieska stála malá koliba, kterou v roce 1948 postavil polský horolezec ze Zakopaného Paweł Vogel. Dokonce byla ní i malá kamna, aby se v ní mohli ohřát turisté nebo horolezci. Žertem ji nazývali „Hotel Vogel“. Dnes už koliba neexistuje.

## Externí odkazy

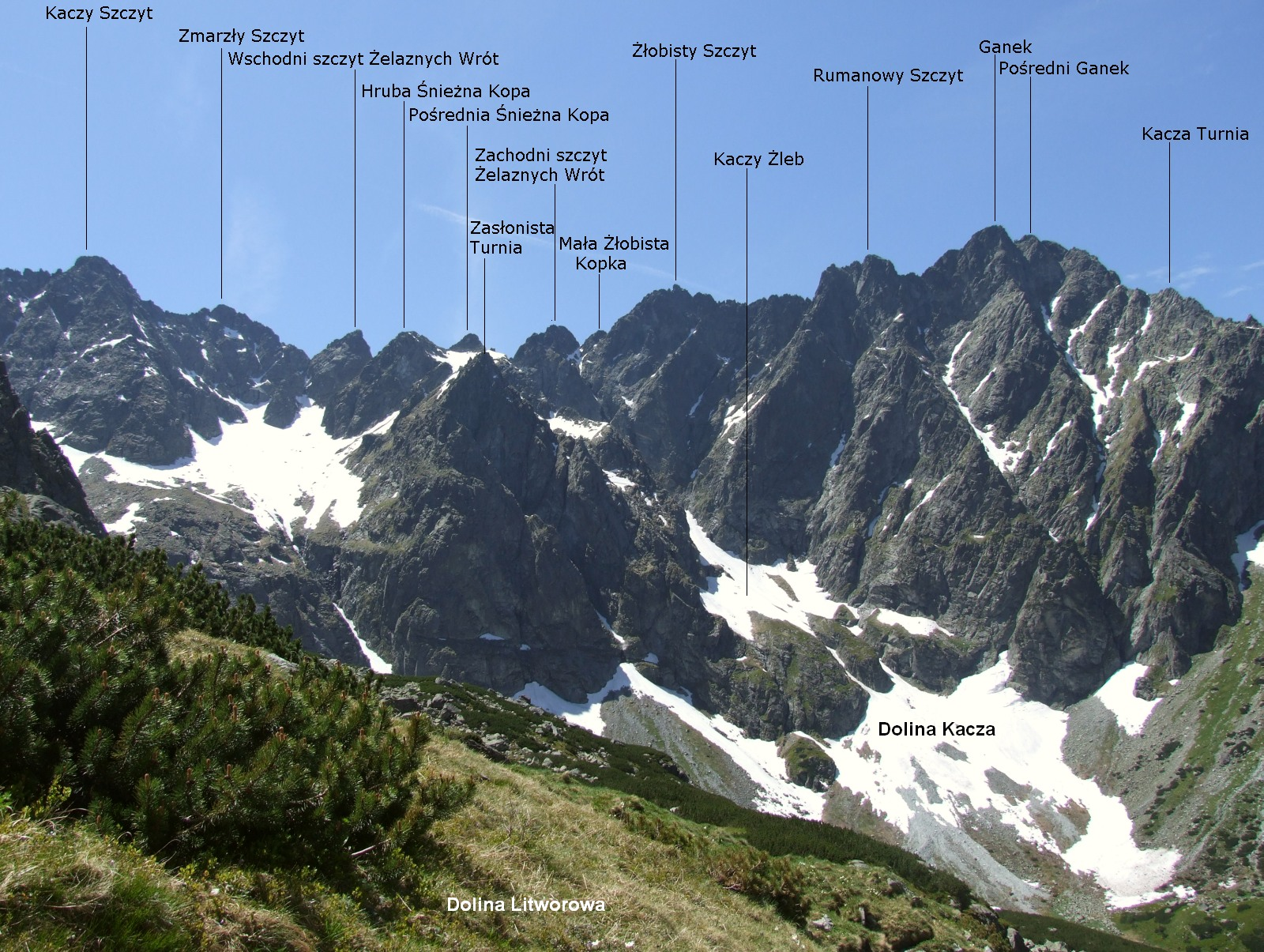
Kačací dolina